# Deiniades

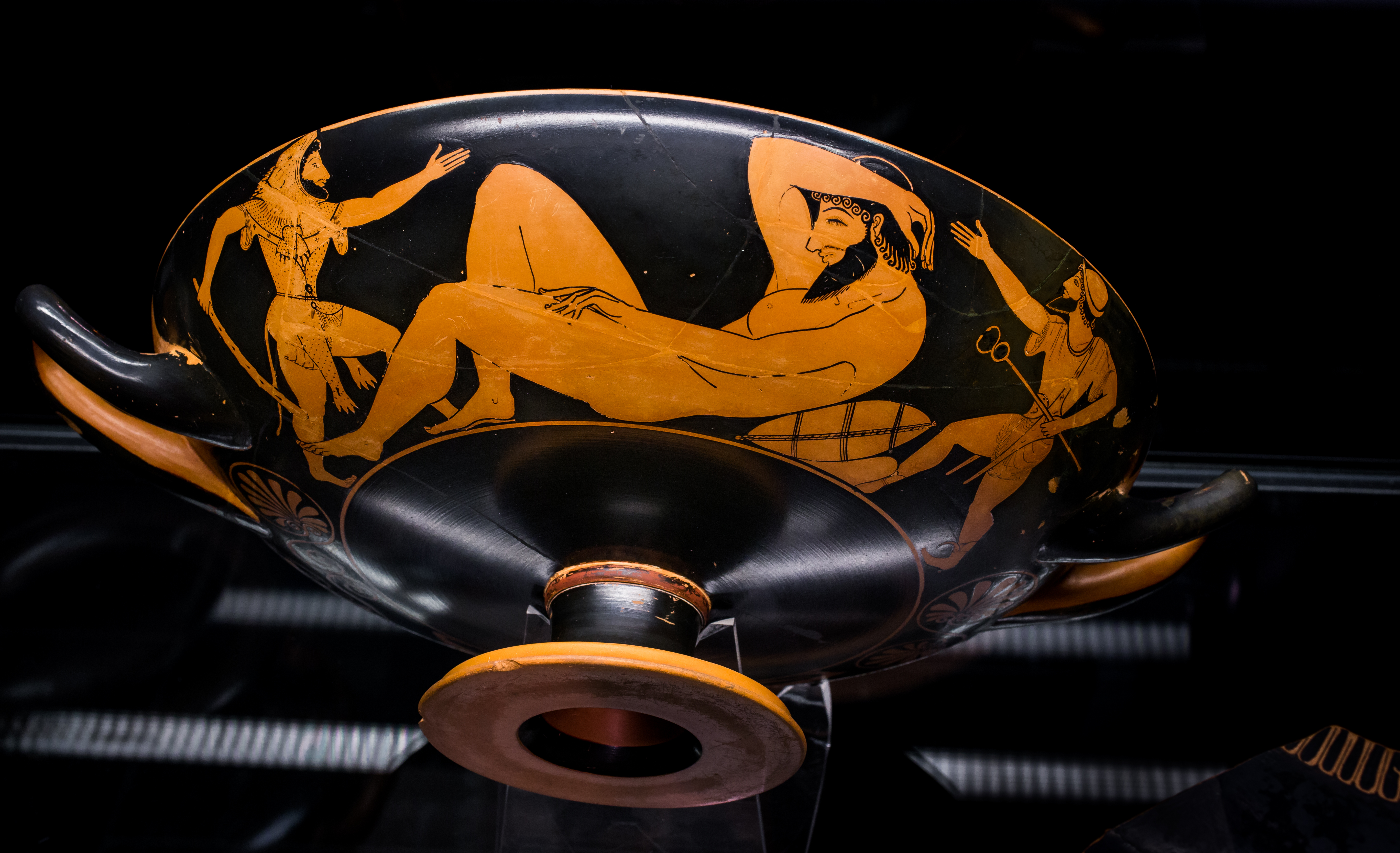
Kílix ático de figuras rojas, que representa a Heracles con una maza acercándose al gigante dormido Alcioneo; la copa está firmada por el pintor Fincias.

Deiniades (en griego antiguo: Δεινιάδης) fue un alfarero griego antiguo del siglo VI a. C.
Estuvo activo en Atenas. Su nombre firma (Dein[ia]des [e]poiesen – Deimades lo hizo,  no se encuentra en ningún otro lugar. Pintó, entre otros copas,un kílix de figuras rojas (Staatliche Antikensammlungen 2590, Múnich), datada en torno al 520 a. C. Un kílix decorado con pinturas del pintor de vasos Fincias, es probablemente su obra firmada más antigua, en un lado se representan a Apolo y Heracles luchando por el trípode y en el otro a Hermes, Heracles y Alcioneo.